# خانم و آقای ۵۵
خانم و آقای ۵۵ (به هندی: Mr. & Mrs. '55) فیلمی محصول سال ۱۹۵۵ و به کارگردانی گورو دات است. در این فیلم بازیگرانی همچون گورو دات، مدهوبالا، لالیتا پاوار، جانی واکر ایفای نقش کرده‌اند.